# Ben Hansbrough
Ben Hansbrough (* 23. Dezember 1987 in Poplar Bluff, Missouri) ist ein ehemaliger US-amerikanischer Basketballspieler und -assistenztrainer. Er ist der jüngere Bruder des NBA-Spielers Tyler Hansbrough.

## Karriere
Der 1,91 m große Backcourtspieler Hansbrough spielte für die College-Teams der Mississippi State University und der University of Notre Dame. In seinem letzten Collegejahr wurde er zum Player of the Year in der Big East Conference gewählt, jedoch im anschließenden NBA-Draft 2011 von keinem Team rekrutiert.
Daher ging Hansbrough im Sommer 2011 nach Europa und schloss sich dem Bundesliga-Aufsteiger Bayern München an. Mit vielen Vorschusslorbeeren nach Deutschland gekommen, gelang es ihm jedoch nicht, sich auf die systematischen Vorgaben von Trainer Dirk Bauermann auf dem Spielfeld einzustellen, weshalb sein Vertrag bereits Ende Dezember 2011 aufgelöst wurde und er zum amtierenden EuroChallenge-Sieger KK Krka aus dem slowenischen Novo mesto wechselte. Doch auch hier fand er nicht die Rolle, die er sich wünschte, und man einigte sich nach wenigen Wochen auf eine Auflösung des Vertrages.
Im Sommer 2012 spielte er für das Team der Indiana Pacers in der Summer League. Dort konnte er den Vorstand des NBA-Teams überzeugen und spielte in der folgenden Spielzeit mit seinem Bruder, Tyler, in derselben Mannschaft. Er kam jedoch nur wenig zum Einsatz und wechselte im Jahr darauf zum spanischen Verein CB Gran Canaria. Zur Saison 2014/2015 kehrte Hansbrough in die USA zurück und wechselte in die NBA Development League. Via Entry Draft wurde er den Grand Rapids Drive zugewiesen. Am Jahresende ging er jedoch zurück in die spanische Liga ACB, wo er beim finanziell angeschlagenen baskischen Traditionsverein Saski Laboral Kutxa zusammen mit seinem Landsmann Darius Adams die abgewanderten Lamont Hamilton, Thomas Heurtel und Saša Vujačić ersetzt. Hier wird er auch erstmals im höchstrangigen europäischen Vereinswettbewerb EuroLeague 2014/15 spielen.
Im August 2015 gab die Western Kentucky University bekannt, dass Hansbrough im dortigen Basketballprogramm als Coordinator of Player Development, also als Koordinator für die Spielerentwicklung, tätig sein wird. Im Juni 2017 wurde er zum Assistenztrainer befördert. Noch vor Beginn der neuen Saison trat Hansbrough im Oktober 2017 von diesem Posten zurück.